# Lubuk Ketepeng
Lubuk Ketepeng is een bestuurslaag in het regentschap Ogan Komering Ilir van de provincie Zuid-Sumatra, Indonesië. Lubuk Ketepeng telt 1392 inwoners (volkstelling 2010).